# Geurst & Schulze architecten
Geurst & Schulze architecten is een Nederlands architectenbureau dat in 1984 werd opgericht door Jeroen Geurst en Rens Schulze. Het bureau heeft zijn hoofdkantoor in Den Haag.

## Portfolio
- Wijnhavenkwartier - Den Haag
- Over het Wad - Den Helder
- Raaks III - Haarlem-Centrum, Haarlem
- Parktorens - Aziëpark, Haarlem
- MARK - Leidsche Rijn, Utrecht

## Fotogalerij

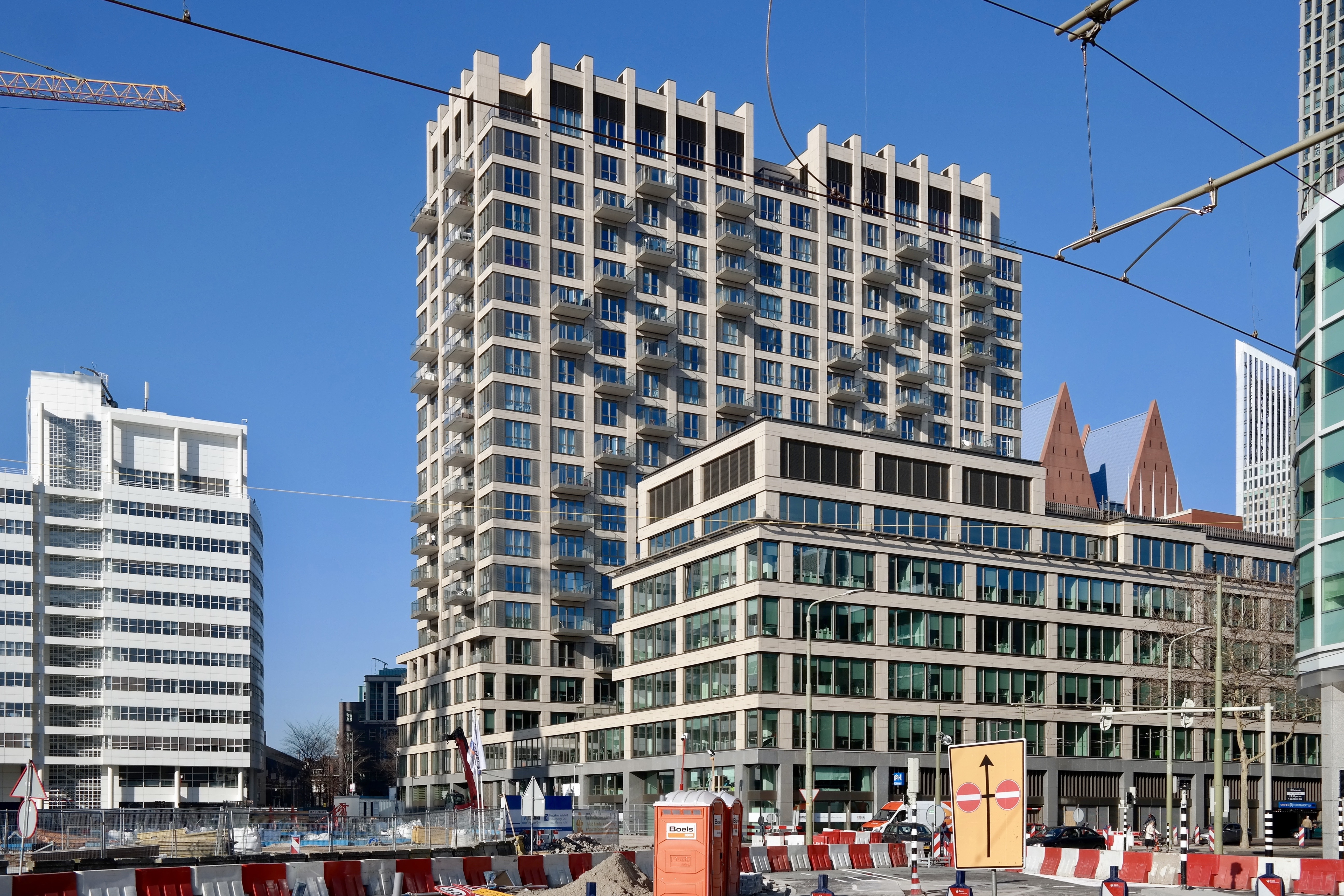
Wijnhavenkwartier Den Haag
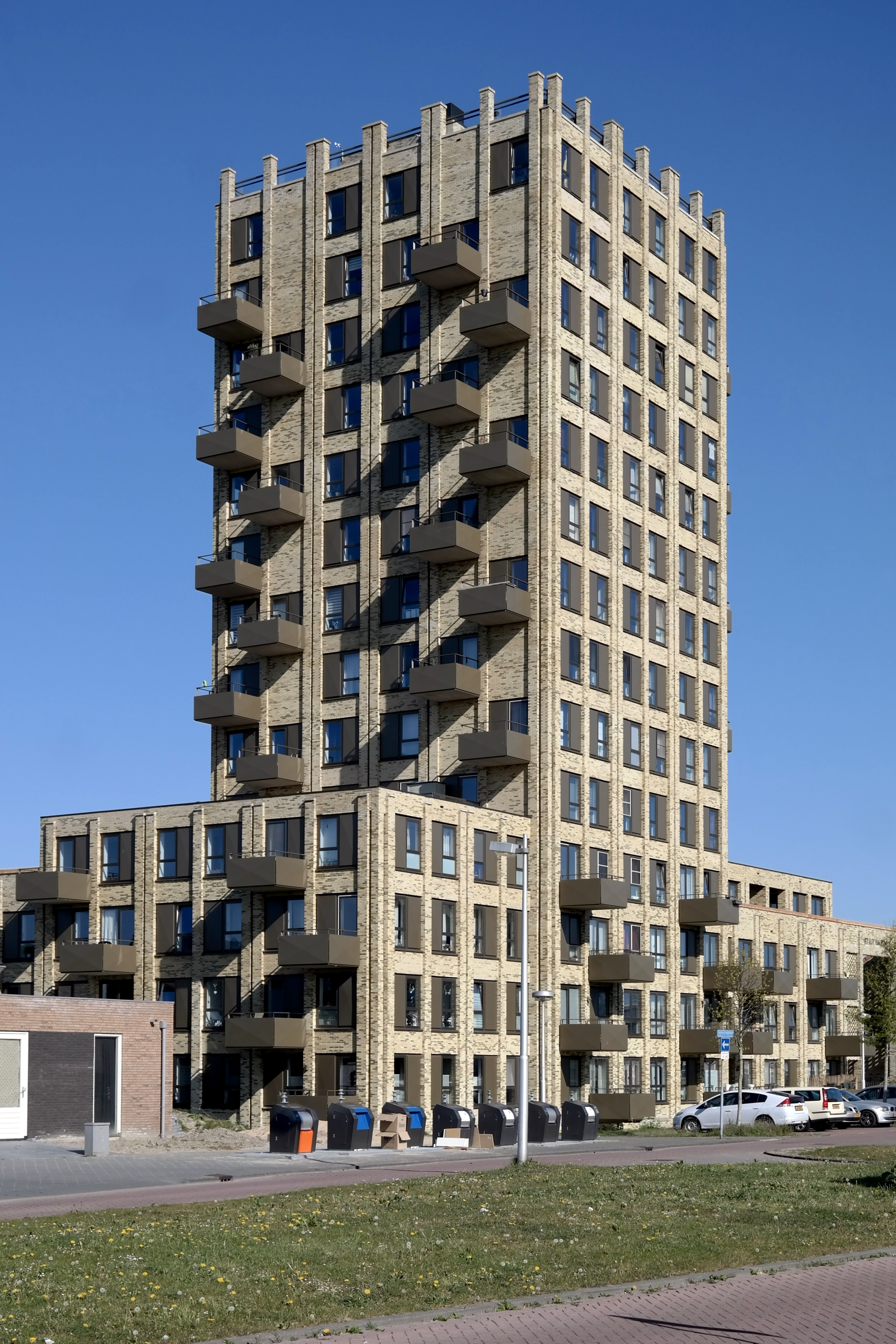
Torenveste, Het Slot van Terwijde, Utrecht
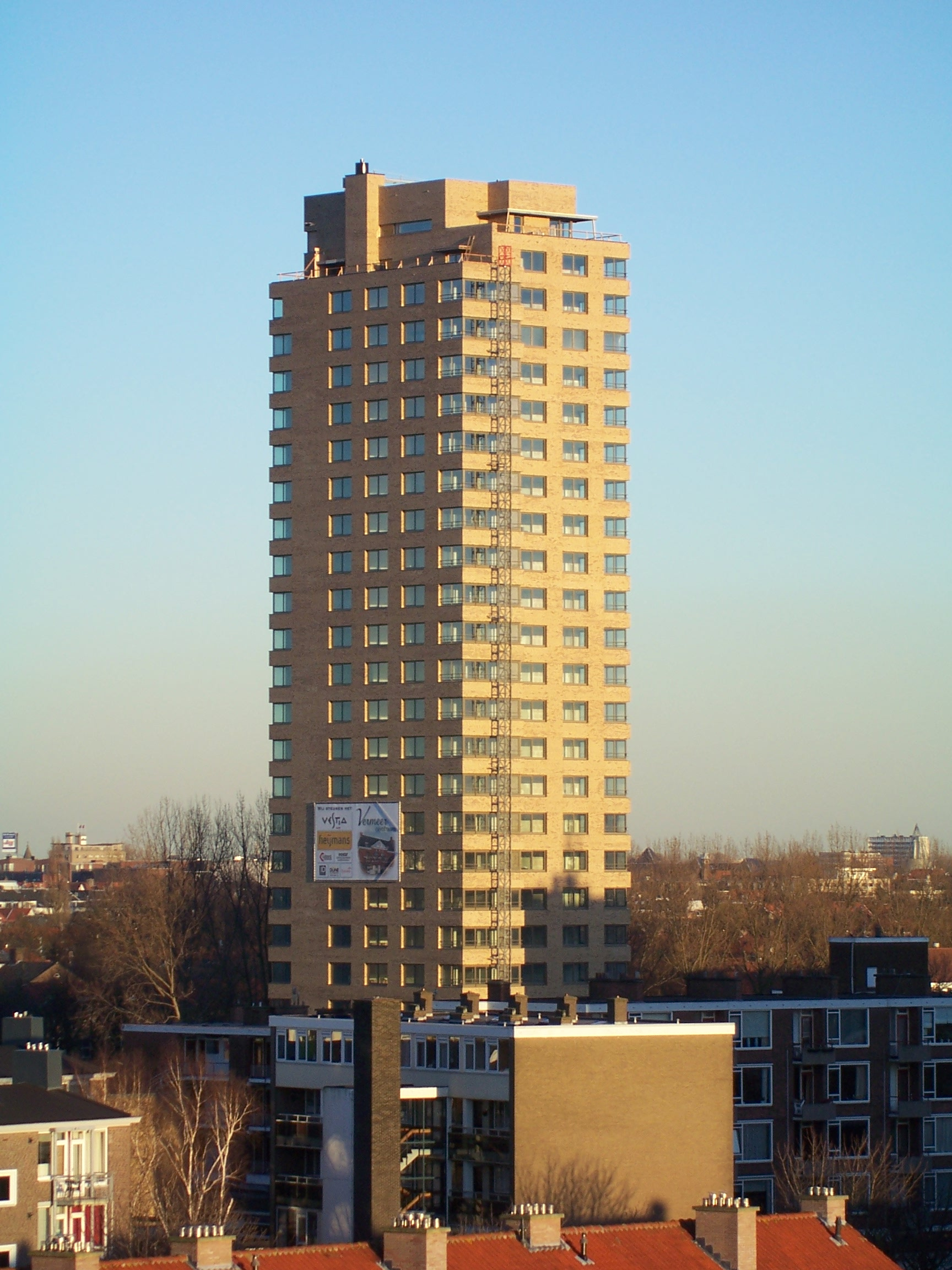
VermeerToren, Delft
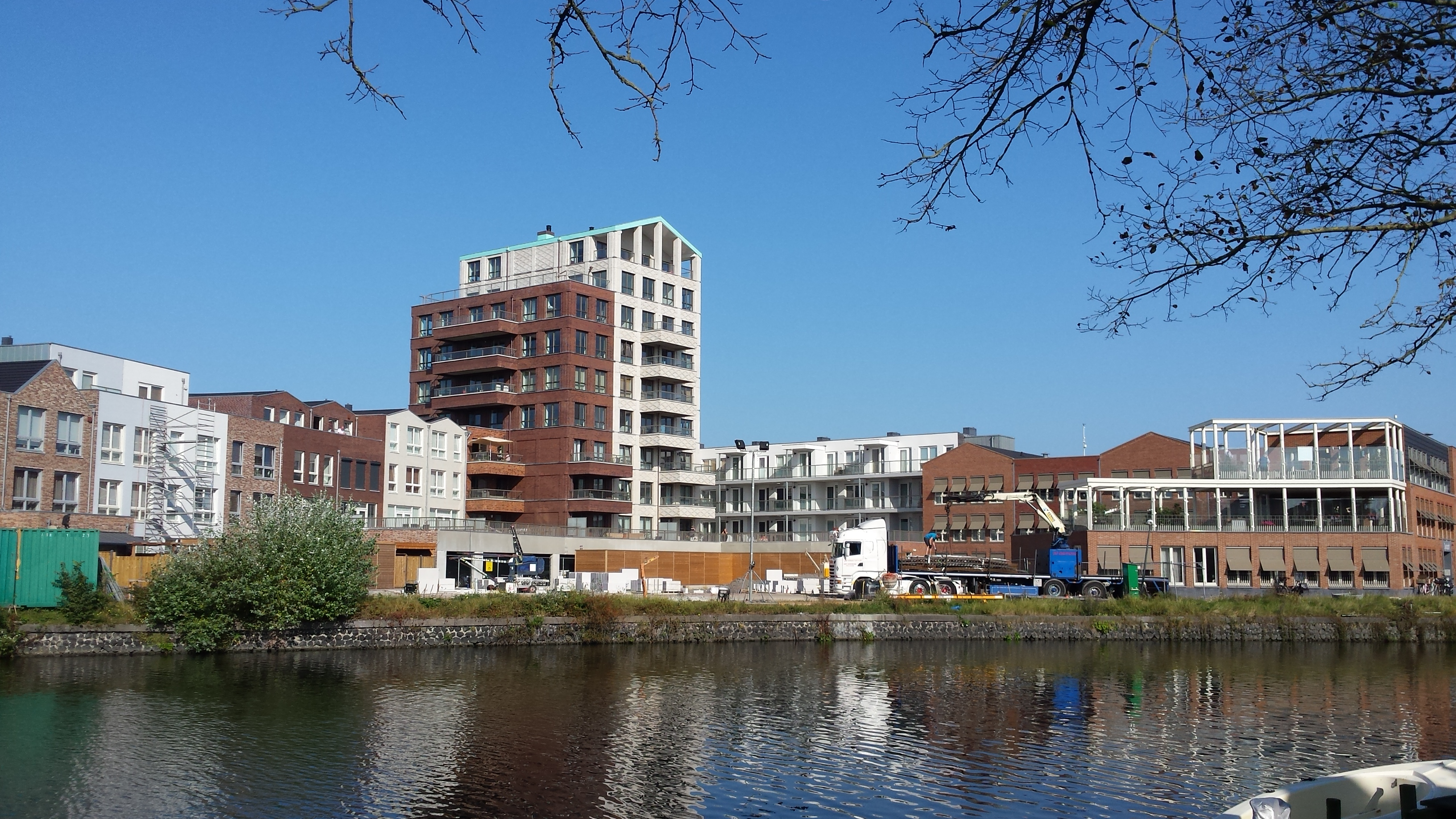
Over het Wad, Den Helder

- Gemeinsame Normdatei: 1038033071
- Library of Congress Control Number: no2014013451
- Nederlandse Thesaurus van Auteursnamen: 433365358
- Système universitaire de documentation: 154448680
- Virtual International Authority File: 188752605